# Armored Core VI: Fires of Rubicon
Armored Core VI: Fires of Rubicon (アーマード・コアVI ファイアーズオブルビコン?, Āmādo Koa VI: Faiāzu obu Rubikon) è un videogioco d'azione a tema robotico-fantascientifico sviluppato da FromSoftware e pubblicato da Bandai Namco Entertainment per PlayStation 4, PlayStation 5, Xbox One, Xbox Series X/S e Windows. È stato annunciato da FromSoftware in onore della cerimonia annuale dei Game Awards ed è stato pubblicato il 25 agosto 2023, a distanza di 10 anni dall'ultimo titolo della serie, Armored Core: Verdict Day, uscito nel 2013.

## Trama
Armored Core VI è ambientato sul pianeta Rubicon 3, dove l'umanità ha scoperto una fonte di energia, chiamata Coral, in grado di incrementare drasticamente il progresso tecnologico. Questa stessa sostanza, tuttavia, ha causato un disastro naturale che ha immerso l'intero sistema tra le fiamme. Mezzo secolo dopo, a causa del raffioramento di questa stessa sostanza, l'umanità torna su Rubicon 3, ora abbandonato e in quarantena, per cercare ancora una volta di prenderne il controllo. Il protagonista, l'umano potenziato C4-621 "Raven", si troverà nel bel mezzo delle lotte per il controllo di tale sostanza, tra mega-corporazioni, gruppi di rivoluzionari e terroristi, accettando incarichi per il migliore offerente e rimanendo neutrale nei confronti del conflitto.

## Sviluppo
Nel corso di un'intervista del settembre 2016, il presidente di FromSoftware, Hidetaka Miyazaki, ha menzionato che un nuovo titolo nella serie di Armored Core era nelle prime fasi dello sviluppo. Nel gennaio 2022, a distanza di 6 anni dalla stessa intervista, un utente del forum online ResetEra chiamato Red Liquorice ha pubblicato un leak, poi rivelatosi veritiero, secondo cui la casa nipponica stava lavorando a un nuovo titolo della serie.
Il gioco è stato annunciato, in seguito, durante i Game Awards del 2022. È diretto da Masaru Yamamura, già lead designer di Sekiro: Shadows Die Twice, che ha preso il posto di Miyazaki dopo le fasi preliminari dello sviluppo. Il produttore del gioco sarà invece Yasunori Ogura. Durante un'intervista in seguito all'annuncio, Hidetaka Miyazaki ha annunciato che Armored Core VI: Fires of Rubicon prenderà le distanze dal gameplay Soulslike per cui è conosciuta FromSoftware, e prenderà ispirazione, invece, dal gameplay tradizionale della serie di Armored Core e dall'esperienza maturata dallo studio negli ultimi 10 anni.